# Yarasuchus
Yarasuchus es un género extinto de afanosaurio, un grupo de primitivo arcosaurios  del Triásico. Vivió durante la época del Anisiense del Triásico Medio de la India. Con sólo 2 metros de largo, fue uno de los menores rauisuquios conocidos. El género fue nombrado y descrito en 2005 a partir de material fósil incompleto hallado en la Formación Yerrapalli, provenientes de dos individuos, uno de los cuales estaba más completo y mejor articulado que el otro. La especie tipo y única especie conocida es Y. deccanensis.

## Descripción
Las vértebras cervicales que formaban el cuello de Yarasuchus son distintivamente alargadas, mientras que el cráneo es proporcionalmente pequeño. El género se distingue de los prestosúquidos por la delicada constitución de la cintura escapular y un proceso del acromion continuo en la escápula. Las espinas neurales de las vértebras eran altas y los osteodermos paramediales estaban muy esculpidos con un borde que corría anteroposteriormente uno al lado del otro.

## Paleobiología
Yarasuchus puede haber sido ocasionalmente bípedo.
Muchos otros restos de vertebrados se han hallado en la Formación Yerrapalli junto a los de Yarasuchus, y pudieron haber coexistido con ese género durante el Triásico Medio. Fósiles del prolacertiforme Pamelaria dolichotrachela han sido hallados muy cerca de los de Yarasuchus. Otros vertebrados del área son el pez dípneo Ceratodus, el pez actinopterigio Saurichthys, el anfibio temnospóndilo Parotosuchus, y los dicinodontes Rechnisaurus y Wadiasaurus.

## Clasificación
Fue originalmente descrito como un prestosúquido, pero Brusatte et al. (2010) lo consideró como un poposauroide en un detallado análisis cladístico.